# باغز باني إن دبل ترابل
باغز باني إن دبل ترابل (بالإنجليزية: Bugs Bunny in Double Trouble)‏ ، هي لعبة فيديو من نوع منصات، نشرها الشركة الأمريكية وارنر برذرز إنتراكتيف إنترتنمنت سنة 1996م.

## وصلة خارجية
- Bugs Bunny in Double Trouble على موبي غيمز